# Liste der Erzbischöfe von Rennes
Die folgenden Personen waren Bischöfe und Erzbischöfe des Erzbistums Rennes (Frankreich):
- Modéran I. 358–390
- Heiliger Just ca. 388
- Riothime 392–403
- Elleranus
- Electranus I. 405–430
- Johannes Albius oder Jean d'Albe (Le Blanc)
- Febediolus I. um 439
- Arthemius oder Athenius 450–478
- Heiliger Amandus (Amand) um 478
- Heiliger Melanius (Melaine) 511–530
- Febediolus II. 530?–560 (Konzil von Orléans)
- Victorius oder Victurus 560? – ca. 586 (Konzil von Tours)
- Haimoaldus ca. 614 bis ca. 616
- Rioterus um 650
- Durioterus um 655 (Konzil von Châlons)
- Wilhelm 655–?
- Dediderus (Didier) um 681 (Konzil von Reims)
- Agatheus († 703?)
- Heiliger Moderanus oder Moderan 703–717, † 731 im Kloster Berceto an der Via Francigena im Apennin
- Auriscandus ca. 720?
- Rothandus ca. 725?
- Stephanus ca. 752?
- Gernobre um 849 (Konzil von Quierci)
- Warnarius oder Warnaires oder Garnier um 866
- Electran oder Electramnus um 871
- Nordoard oder Nordoardus um 954
- Auriscandus II. ca. 987–990
- Thibault, Theobald, Theobaldus Gualterius oder Déotbaldus um 990 bis ca. 1020
- Walter
- Guérin, Warin, Garin oder Guarinus ca. 1020 bis ca. 1037
- Triscan oder Triscanus 1037?–1040?
- Main, Mainon oder Maino erwähnt 1027 bis ca. 1076
- Sylvestre de la Guerche 1076–1093
- Marbod 1096–1123
- Rouaud, Rothalde oder Rotald 1123–1126
- Hamelin 1127 bis ca. 1141
- Alain I. 1141–1156
- Etienne de la Rochefoucaud 1156–1166
- Robert I. 1166–1167
- Etienne de Fougères 1168–1178
- Philipp 1179–1181
- Jacques I. 1181?–1183
- Herbert 1184–1198
- Pierre de Dinan 1199–1210
- Heinrich
- Pierre de Fougères 1210–1222
- Josselin de Montauban 1223–1234
- Alain II. 1235–1239
- Jean Gicquel 1239–1258
- Gilles I. 1258–1259
- Maurice de Trésiguidy oder de Trelidi 1260–1282
- Guillaume de la Roche-Tanguy 1282–1297
- Jean de Samois oder de Sernois 1297?–1299
- Gilles II. 1299 bis ca. 1304
- Yves I. um 1304
- Gilles III. um 1306
- Wilhelm
- Alain III. de Châteaugiron 1311–1327
- Alain IV. de Châteaugiron 1327–1328
- Guillaume Ouvrouin 1328–1345
- Yves de Rosmadec 1345–1347
- Arcand oder Artaud 1349–1354
- Pierre de Laval 1354–1357 (Stammliste der Montmorency)
- Guillaume Poulart oder Gibon 1357–1359 (auch Bischof von Saint-Malo)
- Pierre Benoît oder de Guéméné 1359–1363
- Raoul de Tréal 1364–1383
- Guillaume Briz oder de Brie 1385–1386
- Antoine de Lovier 1386–1389
- Anselme de Chantemerle 1389–1427
- Guillaume Brillet 1427–1447
- Robert de la Rivière 1447–1450
- Jean de Coëtquis 1450
- Jacques d'Espinay-Durestal 1450–1481
- Michel Guibé 1482–1502
- Robert Kardinal Guibé 1502–1506
- Yves Mahyeuc oder Mayeu 1507–1541
- Claude Dodieu 1541–1558
- Bernardin de Bochetel (Bouchelet) 1558–1565
- Bertrand de Marillac 1565–1573
- Aymar Hennequin 1573–1596
- Arnaud Kardinal d'Ossat 1596–1599
- Séraphin Olivier-Rézali 1599–1602
- François L’Archiver 1602–1619
- Pierre Cornulier 1619–1639
- Henri de La Mothe-Houdancourt 1639–1661
- Charles François de la Vieuville 1664–1676
- Denis-François Bouthillier de Chavigny 1676–1677
- Jean-Baptiste de Beaumanoir de Lavardin 1677–1711
- Christophe Louis Turpin de Crissé de Sanzay 1712–1723
- Charles Louis Auguste Le Tonnelier de Breteuil 1723–1732
- Louis-Guy de Guérapin de Vauréal 1732–1758
- Jean-Antoine de Toucheboeuf-Beaumont des Junies 1759–1761
- Henri-Louis-René des Nos 1761–1770
- François Bareau de Girac 1770–1790 (1802)
- Claude Le Coz 1791–1801
- Jean Baptiste Marie de Maillé de La Tour Landry 1802–1804
- Etienne Célestin Enoch 1805–1819
- Charles Mannay 1819–1824
- Claude Louis de Lesquen 1825–1841
- Godefroy Kardinal de Brossais de Saint-Marc 1841–1878 (erster Erzbischof ab 1859)
- Charles-Philippe Kardinal Place 1878–1893
- Jean-Natalis-François Gonindard, Koadjutorerzbischof von Rennes 1887–1893, Erzbischof von Rennes 1893
- Guillaume Marie Joseph Kardinal Labouré 1893–1906
- Auguste-René Kardinal Dubourg 1906–1921
- Alexis-Armand Kardinal Charost 1921–1930
- René Pierre Mignen 1931–1939
- Clément-Émile Kardinal Roques 1940–1964
- Paul Kardinal Gouyon 1964–1985
- Jacques Jullien 1985–1998
- François Saint-Macary 1998–2007
- Pierre d’Ornellas seit 2007